# Charaxes phoebus
Charaxes phoebus е вид пеперуда от семейство Многоцветници (Nymphalidae). Видът не е застрашен от изчезване.

## Разпространение
Разпространен е в Етиопия.